# 多羅尾伴内

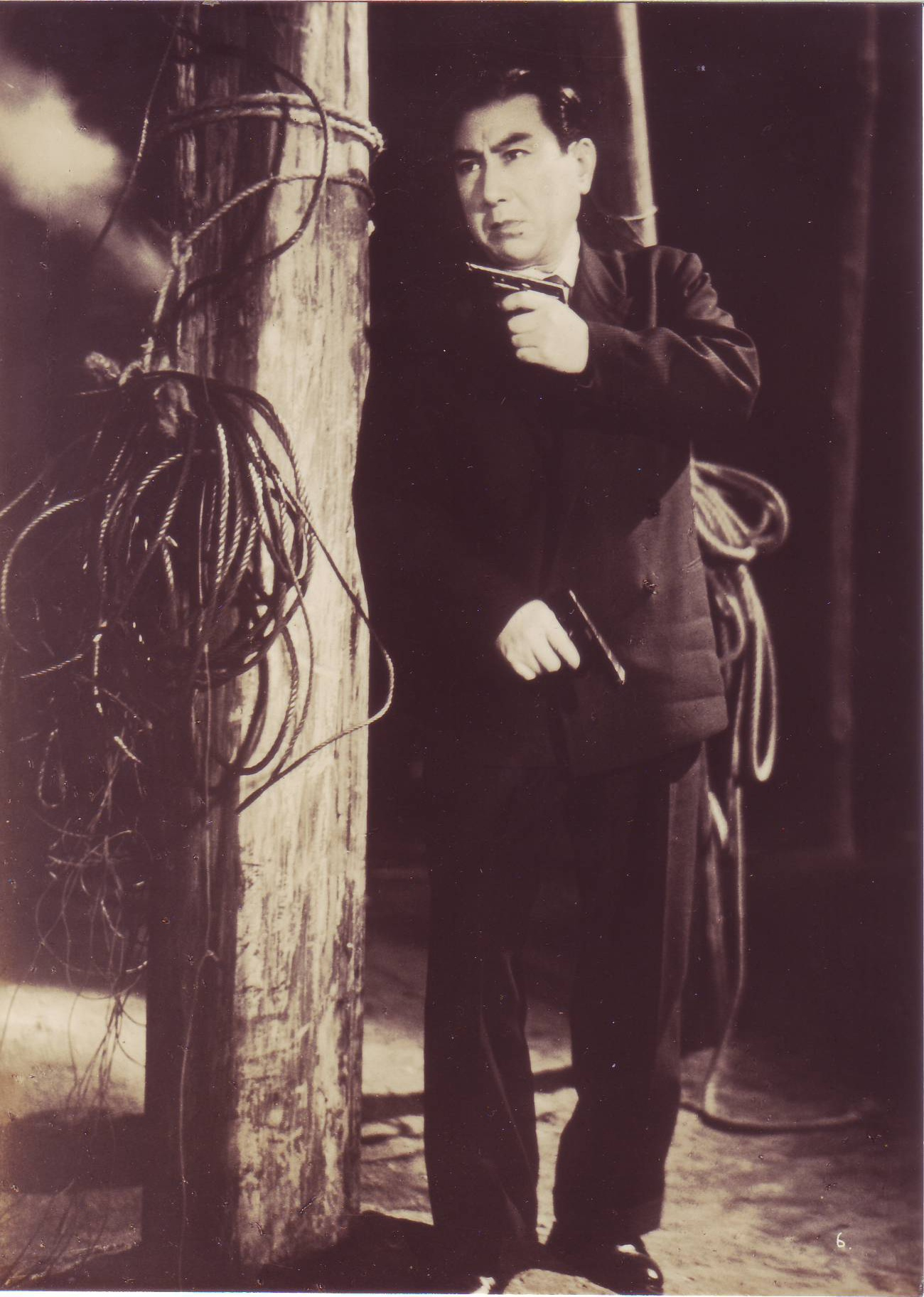
『曲馬団の魔王』（東映、1954年）での、多羅尾伴内こと藤村大造（片岡千恵蔵）

多羅尾 伴内（たらお ばんない）は、比佐芳武原作・脚本のミステリ映画シリーズ、および同シリーズの主人公である架空の探偵の名前。「七つの顔の男」シリーズまたは「藤村大造（ふじむらたいぞう）」シリーズと呼ばれることもある。
片岡千恵蔵主演で、1946年（昭和21年）から1948年（昭和23年）に大映が4作品を、1953年（昭和28年）から1960年（昭和35年）に東映が7作品を製作し、興行的に大成功を収めた。千恵蔵が七変化の活躍をするという痛快無比な面白さが大評判となり、とくにクライマックスの名ゼリフ「ある時は○○、またある時は××、しかしてその実体は……!（ここで名乗りを上げる）」は多くのファンによって模倣された。
昭和42年（1967年）には『七つの顔の男』の題名でテレビシリーズ化される。制作はNET（現・テレビ朝日）、比佐芳武の原作、高城丈二が主演した。
昭和53年（1978年）には、伴内ファン世代の小池一夫作・石森章太郎画による劇画『七つの顔を持つ男 多羅尾伴内』（講談社）が発刊。同年には、東映が小林旭主演でリメイク映画を製作して2代目シリーズ化をめざしたが、2作目が興行的に成功せず、シリーズは打ち切られた。
片岡千恵蔵が演じた多羅尾伴内を林家木久扇が頻繁に真似をしている。また、漫画家のバロン吉元も熱心な伴内ファンの一人であり、2005年に出版された『多羅尾伴内―七つの顔の男』(関貞三【著】/林家 木久扇【編】、ワイズ出版）には林家木久扇と共にイラストを寄せている。書中には著者の関貞三を加えた3人での鼎談もおさめられている。
音楽家の大瀧詠一は変名として使用した。

## 「多羅尾伴内」シリーズの沿革

### 「多羅尾伴内」誕生・大映時代
昭和21年（1946年）、日本を占領中の連合国軍最高司令官総司令部（GHQ）は、日本刀を振り回す剣劇（チャンバラ時代劇）は軍国主義を煽り立てる危険があり好ましくないので禁止するとの通達を出した。以後、連合軍（事実上はアメリカ軍）の占領中は剣劇が製作できないことになり、時代劇製作が中心であった京都映画界は大いに動揺し、対応策を迫られた。大映の時代劇脚本家である比佐芳武は、時代劇の大スター片岡千恵蔵のために現代劇を書くように指示され、試行錯誤と苦心の末に名探偵「多羅尾伴内」を主人公とする『七つの顔』の脚本を書き上げた。時代劇のチャンバラは拳銃による銃撃戦に置き換えられた。
こうして、松田定次監督・比佐芳武脚本・片岡千恵蔵主演の黄金トリオを中心に映画『七つの顔』が完成した。内容は千恵蔵が七変化をするミステリ活劇というものであったが、冴えない人物に扮する場合が多いためか、試写の評判は良くなかった。しかし、映画が封切られるとたいへんな大評判となり、大ヒットを記録して、以後はシリーズ化されることになった。比佐脚本・松田監督・片岡主演のトリオでは、横溝正史原作の「金田一耕助」シリーズ（東横映画）が本格推理路線を、「多羅尾伴内」シリーズと「にっぽんGメン」シリーズがアクション路線を分担し、いずれもドル箱シリーズとなった。
ところが「多羅尾伴内」シリーズは、興行的には大成功しつつも、映画批評家の間では散々な悪評であった。
- ストーリーは、幼稚なたわいない話が多く、荒唐無稽である。
- 千恵蔵が七変化をするのが映画のポイントだが、どんなに化けても観客には千恵蔵本人であることが一目瞭然であり化ける意味が薄く、また事件の推理・捜査と大して関連してもいない。

などであった。
ついに永田雅一大映社長は「多羅尾伴内ものなど幕間のつなぎであって、わが社は今後、もっと芸術性の高いものを製作してゆく所存である。」と言明した。
これに対して激怒した片岡千恵蔵は「わしは何も好き好んで、こんな荒唐無稽の映画に出ているのではない。幸い興行的に当たっているので、大映の経営上のプラスになると思ってやっているのに社長の地位にあるものが幕間のつなぎの映画とは何事だ。もう伴内ものは絶対に撮らない。大映との契約が切れたら再契約しない。」と断言した。こうして千恵蔵と永田社長は決裂し、大映の伴内シリーズは興行的に成功しつつも『七つの顔』『十三の眼』『二十一の指紋』『三十三の足跡』の4作品で打ち切りとなった。たしかに批評家たちがいうように、「多羅尾伴内」ものには荒唐無稽な印象がある。しかしながら、大戦後の貧しい復興期にあって、多くの観客は映画に対して理屈っぽさよりもむしろ理屈抜きの痛快さを求め、それが多羅尾伴内の大ヒットにつながったと考えられよう。
本項の冒頭経緯から『七つの顔』クランクインまでは難航し、会議と打ち合わせを繰り返して企画案が固まるまで時間を費やしている。戦争で上映禁止処分にされていたハリウッド映画が占領政策のプロパガンダ一環から続々と上映されるなか、片岡千恵蔵は比佐芳武と直接の打ち合わせに際しては「敗戦から疲れた人達が観て元気になる映画にしたい。」と抱負を語り、不慣れな現代劇から手探りの役作りに鏡へ向かってソフト帽を斜めにかぶり二丁拳銃の演技を稽古していた様子などを栄井賢が述懐し証言している。送り出した労作は映画館でアクションに歓声を呼び、荒唐無稽な描写や破綻した設定に笑いが溢れる娯楽作品となった。
他社のヒット作を欠かさずに観て流行傾向を探っていた片岡千恵蔵が試行錯誤から送り出したこのアクション無国籍活劇の娯楽映画は、のち移籍した東映で続作にギャングややくざ映画などへ連なった。戦後復活した日活では様々な制約からしばらくは低予算の娯楽コメディや文芸作を制作していたが、1956年のヒット映画『太陽の季節』、『狂った果実』などから財力拡大で類似したアクション無国籍活劇を次々と送り出している。
大映時代の作品名にはいずれも数字が含まれており、数が増していくという趣向が見られた。また、大映時代の作品は、後の東映時代に比べて筋書きがリアルであったともいわれる。大映作品の常連であった喜多川千鶴は、東映作品でも2度起用され、千恵蔵以外ではシリーズ最多の6作品に出演している。

### 東映時代

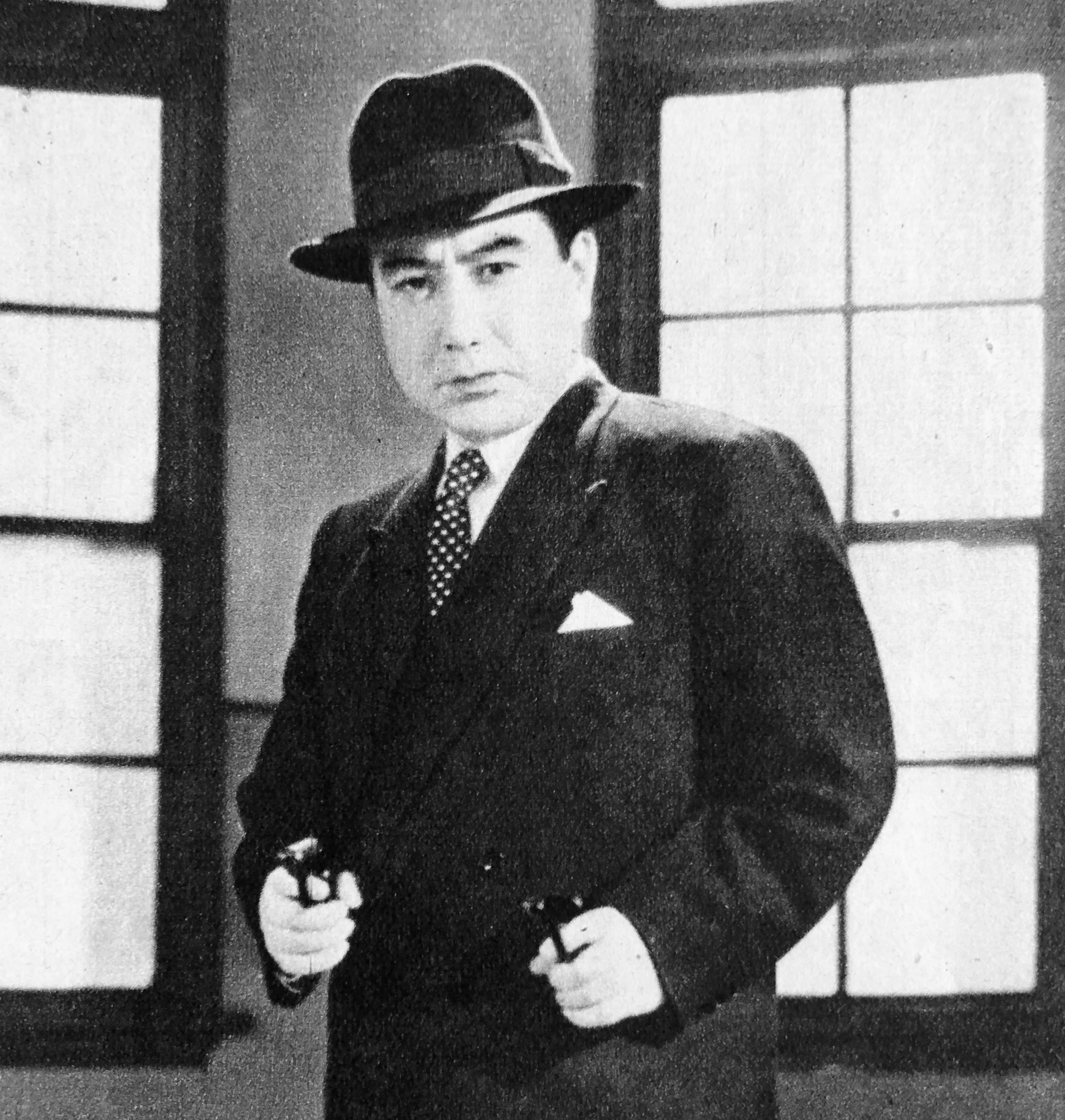
『隼の魔王』（1955年）

永田の言葉に激怒した千恵蔵は、比佐芳武らとともに「金田一耕助」シリーズで縁のある東横映画へ移籍した。昭和26年（1951年）に東京映画配給が東横と太泉映画を吸収合併し、東映が創立されると、千恵蔵は取締役に就任し、市川右太衛門とともに“重役兼トップスター”として会社を牽引していくことになった。以後の千恵蔵には、経営者としての視点から映画作品をとらえる姿勢が見られる。ほどなく占領時代は終わり、剣劇（チャンバラ時代劇）が解禁されることになるが、「多羅尾伴内」や「金田一耕助」「にっぽんGメン」など千恵蔵・比佐・松田たちトリオが戦後に開拓してきた大好評の現代劇シリーズも東映で引き続き活かされることになった。
昭和28年（1953年）、多羅尾伴内シリーズ再開第1作『片目の魔王』が比佐脚本・佐々木康監督・千恵蔵主演により東映京都撮影所で撮影され、花柳小菊・千原しのぶ・原健策・加賀邦男・進藤英太郎ら東映時代劇初期の常連俳優たちが出演した。もともと「多羅尾伴内」などの現代ミステリ映画は剣劇禁止期間の代替作品であり、大映時代から京都で撮影されてきた。しかし、重役となった千恵蔵は「京都撮影所＝時代劇、東京撮影所＝現代劇」という役割分担を考慮したと考えられ、再開2作目以降はすべて東映東京撮影所（東京都練馬区東大泉）で撮影されることになった。東京撮影所に移ってからの出演者は、高倉健・南原伸二・波島進・中原ひとみ・江原真二郎・佐久間良子・安宅淳子・中村雅子・山本麟一・潮健二といった東映東京の新人俳優たちが多く出演、東映作品での相棒「大沢警部」は宇佐美淳也（宇佐美諄）・山形勲など東映東京の常連たちが交替で演じている。敵役の犯罪団のボス役は、名優進藤英太郎が当たり役。また、かつての黄金トリオの松田定次監督も東映随一の監督として活躍し、伴内シリーズも何本か手がけている。東映時代の作品では、昭和30年（1955年）の3作目『隼の魔王』（松田定次監督の復帰作）が特に評価が高い。日本映画極盛期である昭和33年（1958年）の東映6作目『十三の魔王』では、シリーズ初のカラー＆大画面の「東映スコープ」となり、大女優の高峰三枝子がヒロイン、国際的名優の志村喬（東宝）が端役の悪党を演じるという豪華キャストであった。
内容的には、大映時代が試行錯誤の時期で変化に富んでいたのと比べると、東映時代はより定型パターン化が進み、さらに娯楽色が強まった。主人公自身の描写も、大映時代は陰影のある人間味を出していたが、東映時代の後期になるにつれて完全無欠なヒーロー像が固定化していった。それとともに、同時期に製作されていた東映時代劇における千恵蔵の十八番となった「遠山の金さん」シリーズとは互いに影響を及ぼしあってゆく。遠山の金さんが多羅尾伴内のごとく次々と変装をするかと思えば、多羅尾伴内は事件の大団円において遠山奉行のお白洲を思わせるような一段高い所から悪人どもの罪を裁き、金さんが桜吹雪の刺青を露わにするがごとくに多羅尾伴内は変装をかなぐり捨てて正体を現わすという具合である。もともと伴内シリーズは、時代劇のチャンバラを拳銃による銃撃戦に置き換えたものであるから、両者は同類のものと見ることもできる。ちなみに、東映･金田一耕助シリーズの『三つ首塔』（昭和31年、比佐脚本）でも、千恵蔵が演じる金田一耕助は僧侶に変装し、大団円でパッと変装をかなぐり捨てて金田一の正体を現わしている。
クライマックスの銃撃戦のシーンは大映時代のシリーズ初期からしばしば批判の的になっていた。チャンバラで刀を振り回し続けるように拳銃をひたすら撃ち続ける描写に対して、途中で銃弾の装填（弾込め）の場面がないのは不自然だというものであった。そこでシリーズ後期では、できるだけ弾込めの場面を盛り込むように工夫された。『隼の魔王』では、銃撃戦の最後に装填する銃弾が尽きて主人公が「しまった」と洩らした直後に警官隊が到着して助かるという演出の工夫が見られた。また、敵の銃弾が発射されてから主人公が身をかわすのが不自然だという批判もあったが、これはあえてリアルでない描写をすることによって映画の面白さを引き出そうとする松田定次監督の演出術であった。
昭和35年（1960年）、東映7作目『七つの顔の男だぜ』をもって、片岡千恵蔵主演の多羅尾伴内シリーズは事実上終了した。シリーズ終了の理由は不詳である。周辺状況としては、東映も観客動員数1位の映画会社にのし上がって経営も順調に軌道に乗り、若手スターも台頭してきていた。また、東映創立以来約10年間、千恵蔵は重役兼トップスターとして年間10本以上の作品に出演してフル回転で働き通し、年齢的にも体力的にも限界に近かったと考えられる。これらにより、千恵蔵が第一線の主役から退く潮時であったと思われること、「荒唐無稽」という酷評を受けながらも伴内シリーズは興行的には成功したが、既に人気のピークは過ぎたこと、などが挙げられる。

### 小林旭主演のリメイク
昭和53年（1978年）、多羅尾伴内シリーズを観て育った世代の小池一夫・石森章太郎によって劇画化作品『七つの顔を持つ男 多羅尾伴内』が世に出る。これを受けて、東映はリメイク作品の製作を決定、脚本には比佐の弟子である高田宏治、主演二代目には小林旭が起用された。
同年のリメイク1作目『多羅尾伴内』は、初代･千恵蔵版の設定を踏襲しながらも、小林旭が「流しの歌い手」になってギターで歌うという千恵蔵にはなかった新趣向を見せるなど、好評であった。小池・石森の劇画が「原作」ということにしてあるが、劇画のような二人の多羅尾伴内という設定はなく、筋書きは1955年の東映作品『多羅尾伴内シリーズ 隼の魔王』（三番打者怪死）を再構成し脚色した。
同年の2作目『多羅尾伴内 鬼面村の惨劇』も老婆に化ける（伴内唯一の女装）など意欲的な面が見られたが、舞台を寒村に限定するなどの試みがうまくゆかなかったのか興行的に失敗し、リメイクは2作品で打ち切られた。以後はまったく映画化されていない。

## ストーリーの定型
多羅尾伴内シリーズは、それぞれ1作品で話が完結している。初期の大映時代にはストーリーにも試行錯誤の変化が見られるが、東映時代の後期になるにつれて定型パターン化してゆく。千恵蔵版の定型ストーリーは以下のようなものである。
多羅尾伴内は「多羅尾探偵事務所」を開設する飄々ととぼけた感じで風采の上がらない私立探偵である。いつもユーモラスにひょこひょこと歩く。怪事件が発生すると警察を訪れて情報交換をしながら調査を開始する。変装の趣味があるのか、多羅尾伴内は調査に当たって次から次へとちがう謎の人物に変装してゆく。彼が変装するのは、多羅尾自身や「片目の運転手」「せむしの男」のような冴えない人物か、「手品好きのキザな紳士」「奇術師」「インドの魔術師」あるいは「中国の大富豪」のような風変わりな人物が多い。映画の観客から見れば同一人物であることは一目瞭然なのだが、なぜか他の登場人物たちには少しも気づかれる様子がない。多羅尾および彼が変装した5人の人物の調査・工作によって事件はかき回され、解決するどころかかえって事態は複雑化して、それに巻き込まれてしまった人物が死にいたることすらしばしばある。こうして伴内は、事件に関連する人物群を網羅的に掌握し、彼らが大団円の舞台へ集まるように誘導工作をする。
伴内による工作の効果によって、犯罪一味や被害者たちが大団円の舞台へと集まる。伴内が化けた謎の男を前にして、犯罪一味のボスが問う。
- ボス　「貴様は誰だ!?」
- 謎の男　「七つの顔の男じゃよ。ある時は競馬師、ある時は私立探偵（多羅尾伴内）、ある時は画家、またある時は片目の運転手、ある時はインドの魔術師、またある時は老警官。しかしてその実体は……正義と真実の使徒（＝使者）、藤村大造だ！」（使徒を人と聞き違える人多し）
（このやりとりは、もちろん変装によって変わる。言葉づかいも多少変化する）

こういうや否や、謎の男は自身の扮装を剥ぎ取って真の姿・藤村大造となり、事件の真相を解説した後で、二挺拳銃で犯罪一味と銃撃戦になる。多羅尾（藤村）あるいは被害者などから通報を受けた警察がパトカーで駆けつけるころには、藤村大造が勝利を収めている。
ラストシーン。犯罪一味が警察に捕縛されている間に、藤村は悠々と（いつのまに準備したのか）オープンカーで去ってゆく。救出された被害者が藤村に礼を言おうと追いかけると、車はすでに遠ざかり、後には藤村が詩を書き残した紙片が木や塀に貼り付けられていて、被害者は感銘を受けて物語が終わる。

## 七変化～多羅尾伴内と藤村大造
「多羅尾伴内」シリーズのポイントは、主演（片岡千恵蔵・小林旭）が次々に目まぐるしく七変化をするという趣向にある。七変化で変装する人物たちは、多羅尾伴内自身を含めて、風采の上がらない人物や奇妙な感じの人物が多い。ところが事件の大団円で、謎の人物が変装をかなぐり捨てて颯爽とした藤村大造の正体を現わすと、主演の二枚目さがより際立つというしくみである。

### 藤村大造
多羅尾伴内の正体。大正6年3月20日生まれ。かつてはアルセーヌ・ルパンのごとき怪盗紳士であったが、後に改心して義侠心により「正義と真実の使徒」として社会のために活動している。神出鬼没な変装の天才で探偵も開業するという設定は、和製アルセーヌ・ルパンそのもの（義賊）といってよい。このため私立探偵･多羅尾伴内は、無報酬で事件を解決することになっている。

### 七変化の人物たち
七変化の変装人物たちを、比佐芳武脚本（千恵蔵版）の登場頻度順に示す。数字は作品順番（下表を参照）。
- 藤村大造（毎回）：正義と真実の使徒。元怪盗で、伴内の正体。事件の真相を語り、二挺拳銃で犯罪団と銃撃戦を展開する。事件解決後は、一編の詩を残して、オープンカーで去ってゆく二枚目紳士。
- 多羅尾伴内（毎回）：無報酬の私立探偵。伊達眼鏡と口ひげ、ひょこひょこ歩くとぼけた感じの男。
- 片目の運転手（1.～3.,5.～7.）：名前は押川広吉（おしかわ・ひろきち/こうきち）。ハンチング帽をかぶり、右目に眼帯をしているこわもての男。
  - 片目の建築技師（4.）：片目の男は毎回必ず登場するが、第4作は事件が劇場内だけで完結するので「片目の運転手」が登場せず、代替。

- 老いた人物（毎回変装）：老巡査（1.）、老警官･和田巡査（10.）、老占い師（2.）、老浮浪者（3.）、老医師（4.,7.）、老公証人（4.）、アパートの老管理人（5.）、老私立探偵（6.）、老計理士（8.）、老保険外交員（9.）、中国の大富豪･張子銘（11.）。

- 手品をする人物（7回）
  - キザな紳士（2.,10.,11.）：世の中が何もかも退屈で「つまらん」を連発するが、手品とドライブやギャンブルが好きな紳士。第2作では「押川広吉」と名乗る。
  - 奇術師：奇術師（1.）、風来坊の奇術師･天光斉（6.）
  - 新田政吉（8.,9.）：金庫破り・密輸人のやくざ者。手品もできる、通称「マジックの政」。
  - インドの魔術師（10.）：名前は「ハッサン・カン」。アブサン（洋酒）を口に含んで火を吐く。監禁されても鉄格子を破って脱出する強烈な印象の魔人。
- せむし男（3回；3.,7.,11.）：伴内の鞄を背中に入れて、せむしに見せている、謎の怪人。第11作では「張子銘の子･張孔明」と名乗る。
- マドロス（3回）：船員くずれの波止場やくざ（5.）、船長･片倉雄吉（9.）、香港丸の船員（11.）。
- 占い師（2回）：手相見（1.）、老占い師（2.）。
- 元伯爵（2回）：土屋元伯爵（3.）、宝石マニアの元伯爵（5.）。
- 謎の東洋人（2回）：アラブの宝石鑑定士スリマン・ベンガジ（5.）、インドの魔術師ハッサン・カン（10.）。
- 異国の大富豪（2回）：王介雲（9.）、香港から再来日した大富豪･張子銘(ちょう･しめい)（中国の大富豪）（11.）。
- 横川権吉（1回；7.）：北海道のボス、通称「ハッパの権」。頬にダイナマイト爆破でできた醜い火傷の傷がある。アイヌのマキリが武器。
- その他（1回）：新聞記者（1.）、大学の研究員（2.）、万年筆売り（2.）、腹話術師（3.）、舞台の背景係（4.）、幽霊男（仮面；4.）、アイヌの軽業師「山岡アイン」（6.）、心霊術者（6.）、野球コーチ･レッドソックスの三塁コーチ（7.）、パウロ神父（8.）、気狂いの元軍人「源清盛」（8.）、長髪の画家（10.）、競馬師（10．）。

## 多羅尾伴内シリーズ作品リスト
|    | 題名                             | 製作年        | 撮影所   | 色     | 監督              | 脚本     | 撮影       | 主演       | 善役 | 悪役 | 備考                                                                                 |
| -- | -------------------------------- | ------------- | -------- | ------ | ----------------- | -------- | ---------- | ---------- | --- | --- | ------------------------------------------------------------------------------------ |
| 1  | 七つの顔                         | 昭和21 (1946) | 大映京都 | 白黒   | 松田定次          | 比佐芳武 | 石本秀雄   | 片岡千恵蔵 | 轟夕起子(M・S・C) 喜多川千鶴 服部富子(M・S・C) 月形龍之介 香川良介                                                                  | 原健作 月宮乙女 上田吉二郎 村田宏寿 水原洋一                                                                      | モーリス・ルブランの「謎の家」（当時の訳題は「怪屋」）を殆ど翻案したものになっている |
| 2  | 十三の眼                         | 昭和22 (1947) | 〃       | 〃     | 〃                | 〃       | 〃         | 〃         | 喜多川千鶴 由利みさを 葛木香一 伊達三郎 寺島貢                                                                                      | 斎藤達雄 奈良光枝 美奈川麗子 村田宏寿 南部章三 上代勇吉 大原穣                                                    |                                                                                      |
| 3  | 二十一の指紋                     | 昭和23 (1948) | 〃       | 〃     | 〃                | 〃       |            | 〃         | 喜多川千鶴・日高澄子・ 沢村貞子・大友柳太郎                                                                                         | |                                                                                      |
| 4  | 三十三の足跡                     | 〃            | 〃       | 〃     | 〃                | 〃       |            | 〃         | 木暮実千代・喜多川千鶴・ 月形龍之介・大友柳太郎・ 杉狂児・進藤英太郎                                                                | | 大映最後 の作品                                                                      |
| 5  | 片目の魔王                       | 昭和28 (1953) | 東映京都 | 〃     | 佐々木康          | 〃       |            | 〃         | 花柳小菊・千原しのぶ・ 三浦光子（新東宝）・ 徳大寺伸・原健策・ 加賀邦男・長門裕之・ 進藤英太郎                                      | | 東映最初 の作品                                                                      |
| 6  | 多羅尾伴内 シリーズ 曲馬団の魔王 | 昭和29 (1954) | 東映東京 | 〃     | 〃                | 〃       |            | 〃         | 轟夕起子・宇佐美諄・ 原健策 | |                                                                                      |
| 7  | 隼の魔王                         | 昭和30 (1955) | 〃       | 〃     | 松田定次          | 〃       |            | 〃         | 喜多川千鶴・田代百合子・ 波島進・日高澄子 薄田研二・三島雅夫・ 加藤嘉・安部徹 山本麟一・南原伸二                                    | | 松田監督 復帰作。                                                                    |
| 8  | 復讐の七仮面                     | 〃            | 〃       | 〃     | 〃                | 〃       |            | 〃         | 三浦光子・安宅淳子・ 中原ひとみ・日高澄子 三島雅夫・山形勲 加藤嘉・花沢徳衛 山村聰・宇佐美諄                                        | |                                                                                      |
| 9  | 多羅尾伴内 シリーズ 戦慄の七仮面 | 昭和31 (1956) | 〃       | 〃     | 松田定次 小林恒夫 | 〃       |            | 〃         | 花柳小菊・安宅淳子・ 田代百合子・南原伸二 宇佐美諄・徳大寺伸 薄田研二・加藤嘉 千石規子・花沢徳衛                                    | |                                                                                      |
| 10 | 多羅尾伴内 十三の魔王            | 昭和33 (1958) | 〃       | カラー | 松田定次          | 〃       | 川崎新太郎 | 〃         | 進藤英太郎 高峰三枝子 高倉健 中村雅子 波島進 宇佐美諄 高木二朗                                                                      | 進藤英太郎(二役) 三浦光子 志村喬（東宝） 星美智子 三島雅夫 神田隆 花沢徳衛 成瀬昌彦 明石潮 関山耕司 菅沼正 岩城力 | 松田監督 の最後の 作品。 東映 スコープ                                               |
| 11 | 多羅尾伴内 七つの顔の男だぜ      | 昭和35 (1960) | 〃       | 〃     | 小沢茂弘          | 〃       |            | 〃         | 江原真二郎・中原ひとみ・ 佐久間良子・久保菜穂子 喜多川千鶴・星美智子・ 山形勲・宇佐美淳也 中山昭二・東野英治郎・ 安部徹・進藤英太郎 | | 片岡千恵 蔵の最後 の作品。 東映 スコープ                                             |
| 12 | 多羅尾伴内                       | 昭和53 (1978) | 東映東京 | カラー | 鈴木則文          | 高田宏治 |            | 小林旭     | 八代亜紀・夏樹陽子・ 池部良 | | 小林旭の 第1作。 ワイド画面                                                          |
| 13 | 多羅尾伴内 鬼面村の惨劇          | 〃            | 〃       | 〃     | 山口和彦          | 掛札昌裕 |            | 〃         | 鈴鹿景子・北林早苗 | | ワイド画面                                                                           |

## 劇画化作品
- 『七つの顔を持つ男 多羅尾伴内』
小池一夫作・石森章太郎画、講談社『週刊少年マガジン』連載、1978年。単行本は全5巻、現在は小池書院から文庫版も刊行されている。
年老いた多羅尾伴内は、二代目にふさわしい青年･紙袋順平を探し出し、自分の能力のすべてを伝授する。ともに難事件の解決に当たるが、やがて初代は非業の死を遂げ、二代目多羅尾伴内として順平が後を継ぐ。

## 参考図書
- 『多羅尾伴内 七つの顔の男』 関貞三 著、林家木久蔵編、ワイズ出版、2005年刊
- 『千恵蔵一代』田山力哉著　社会思想社 1987年刊 ISBN 4390602950